# Zambezia (filme)
Zambezia ou Adventures in Zambezia é um filme de animação sul-africano, realizado por Wayne Thornley, escrito por Andrew Cook, Raffaella Delle Donne, Anthony Silverston, produzido pelo estúdio Triggerfish Animation Studios e distribuído por Cinema Management Group e Sony Pictures nos países anglófonos. O filme contou com as vozes de Jeremy Suarez, Abigail Breslin, Jeff Goldblum, Leonard Nimoy, Samuel L. Jackson, Richard E. Grant, Jenifer Lewis e Jim Cummings.
O filme foi lançado nos cinemas sul-africanos em 3 de julho de 2012, e em Portugal o filme foi exibido em 1 de janeiro de 2013.

## Elenco
- Jeremy Suarez como Kai, um falcão-peregrino
- Abigail Breslin como Zoe, um peneireiro-cinzento
- Jeff Goldblum como Ajax, um abutre-barbudo
- Leonard Nimoy como Sekhuru, uma águia-pescadora-africana
- Samuel L. Jackson como Tendai, um falcão-peregrino
- Richard E. Grant como Cecil, um marabu
- Jenifer Lewis como Gogo, um jabiru-africano
- Jim Cummings como Budzo, um monitor de garganta negra
- Jamal Mixon como Ezee, um noitibó
- David Shaughnessy como Morton, um marabu
- Frank Welker como Sill, um marabu
- Noureen DeWulf como Pavi, um Íbis-sagrado
- Tania Gunadi como Tini, uma ave ploceinae
- Deep Roy como Mushana, um treron
- Phil LaMarr como o papagaio-cinzento locutor e Dodo, uma galinha-d'angola
- Corey Burton como Neville, um inseparável-do-Niassa
- Tress MacNeille como a esposa de Neville
- Tom Kenny como Marabu 1
- Sam Riegel como Rapinante 1
- Lee Duru como a ama
- Zolani Mahola como o pássaro tecelão
- Nik Rabinowitz como Rapinante 2 e Gondo, uma águia negra
- Keeno Lee Hector como Rapinante 3
- Wayne Thornley como Marabu 2
- Kelly Stables como o pássaro Gossip 1
- Kristen Rutherford como o pássaro Gossip 2
- Jon Olson como Marabu 3
- Brent Palmer como Marabu 4

## Banda sonora
A banda sonora cinematográfica foi escrita, composta e produzida por Bruce Retief, lançada em 30 de setembro de 2013 pela Triggerfish.

### Faixas
| Lista de faixas |                             |                       |         |  |
| N.º             | Título                      | Intérprete(s)         | Duração |  |
| 1.              | "Get Up"                    | Zolani Mahola         | 3:38    |  |
| 2.              | "Bandits"                   |                       | 1:18    |  |
| 3.              | "High Speed Air Chase"      |                       | 1:56    |  |
| 4.              | "The Gorge"                 |                       | 4:32    |  |
| 5.              | "Cecil's Lament"            |                       | 3:00    |  |
| 6.              | "Flying to Zambezia"        |                       | 3:06    |  |
| 7.              | "Say Hello to Zambezia"     | Gang of Instrumentals | 2:30    |  |
| 8.              | "Zambezia Theme Variations" |                       | 1:18    |  |
| 9.              | "Hurricane Trials"          |                       | 2:36    |  |
| 10.             | "Lizards on Zambezia"       |                       | 2:40    |  |
| 11.             | "Fight on the Bridge"       |                       | 3:04    |  |
| 12.             | "Budzo's End"               |                       | 1:12    |  |
| 13.             | "Out of Mist"               | Ludovic Mampuya       | 3:19    |  |
| 14.             | "Easy Easy"                 | Gang of Instrumentals | 2:10    |  |
| Duração total:  | Duração total:              | Duração total:        | 36:19   |  |

## Reconhecimentos
| Ano  | Prémios                                    | Categorias                                             | Destinatários e nomeados                   | Resultado | Ref(s) |
| ---- | ------------------------------------------ | ------------------------------------------------------ | ------------------------------------------ | --------- | ------ |
| 2012 | Festival Internacional de Cinema de Durban | Melhor Longa-Metragem Sul-Africana                     | Triggerfish Animation                      | Venceu    | [ 9 ]  |
| 2013 | Prémios Annie                              | Música em uma Produção de Longa-metragem               | Bruce Retief                               | Indicado  | [ 10 ] |
| 2013 | Prémios Annie                              | Dobragem em uma Produção de Longa-metragem             | Jim Cummings                               | Indicado  | [ 10 ] |
| 2013 | Prémios Africa Movie Academy               | Melhor Animação                                        | Adventures of Zambezia                     | Venceu    | [ 11 ] |
| 2013 | Prémios Golden Trailer                     | Melhor Animação Estrangeira para Família               | Cinema Management Group e Fix Comunicación | Indicado  | [ 12 ] |
| 2013 | Prémios Behind the Voice Actors            | Melhor Apresentação de um Dobrador numa Longa Metragem | Jim Cummings                               | Indicado  | [ 13 ] |